# Mibu no hana taue
Mibu no hana taue (壬生の花田植) ou rituel du repiquage du riz à Mibu est un rituel japonais de repiquage de riz de la ville de Kitahiroshima dans la préfecture de Hiroshima. Il fait partie du patrimoine culturel immatériel de l'humanité depuis 2011.

## Description
Mibu no hana taue est célébré le premier dimanche du mois de juin. Des bœufs ornés de belles selles labourent les champs tandis que des jeunes filles alignées en rang procèdent au repiquage du riz.